# Ҵ
Te Tse (Ҵ ҵ, chữ nghiêng: Ҵ ҵ) là một chữ cái trong bảng chữ cái Kirin. Hình dạng của Te Tse là chữ ghép của hai chữ cái Te (Т т Т т) và Tse (Ц ц Ц ц).
Te Tse được sử dụng trong bảng chữ cái của tiếng Abkhaz, nó đại diện cho âm /tsʼ/. Nó được xếp vào giữa các chữ ghép Цә và Ҵә.
Trong tiếng Anh, Te Tse thường được Latinh hóa thành ⟨c̄⟩.

## Mã máy tính
| Kí tự               | Ҵ                                | Ҵ                                | ҵ                              | ҵ                              |
| ------------------- | -------------------------------- | -------------------------------- | ------------------------------ | ------------------------------ |
| Tên Unicode         | CYRILLIC CAPITAL LIGATURE TE TSE | CYRILLIC CAPITAL LIGATURE TE TSE | CYRILLIC SMALL LIGATURE TE TSE | CYRILLIC SMALL LIGATURE TE TSE |
| Mã hóa ký tự        | decimal                          | hex                              | decimal                        | hex                            |
| Unicode             | 1204                             | U+04B4                           | 1205                           | U+04B5                         |
| UTF-8               | 210 180                          | D2 B4                            | 210 181                        | D2 B5                          |
| Tham chiếu ký tự số | &#1204;                          | &#x4B4;                          | &#1205;                        | &#x4B5;                        |